# 亚里·利波宁
亚里·利波宁（芬蘭語：Jari Lipponen，1972年10月17日—），芬兰男子射箭运动员。他曾代表芬兰参加1992年、1996年和2000年夏季奥林匹克运动会射箭比赛，其中1992年奥运会获得一枚银牌。